# Evangelisches Gemeindezentrum Horn
Das Evangelische Gemeindezentrum Horn ist ein Kirchengebäude in der Gemeinde Horn (Niederösterreich). Es gehört zur Kirchgemeinde Horn-Zwettl der Evangelischen Kirche A. B. in Österreich.

## Baugeschichte
Um 1900 wurde in Horn an der Ecke Adolf-Fischer-Gasse und Stephan-Weykerstorffer-Gasse ein historistisches Pfarrhaus für die evangelische Kirchengemeinde errichtet. Für Gottesdienste genossen die Gläubigen zunächst Gastrecht in der römisch-katholischen Altöttinger Kapelle. Im Jahr 1969 projektierte die Pfarrgemeinde Horn-Zwettl den Anbau eines Gemeinde- und Gottesdienstsaales an das bestehende Horner Pfarrhaus. 1971 konnte der Saalanbau mit Walmdach eingeweiht werden. 1999 folgte schließlich der Bau eines modernen freistehenden Glockenträgers in der Form eines Kreuzes.